# Guillermo Lasso
Guillermo Alberto Santiago Lasso Mendoza (Guayaquil, 16 de novembro de 1955) é um empresário e político equatoriano, foi o 55.º presidente da República do Equador, de 24 de maio de 2021 até 23 de novembro de 2023, quando foi sucedido pelo presidente eleito Daniel Noboa, após sua renúncia.
Conhecido por ter sido presidente executivo do Banco Guayaquil. Além disso, foi fundador e presidente do "Movimiento CREO - Creando Oportunidades", partido pelo qual disputou as eleições para Presidente do Equador, em três oportunidades: 2013, 2017 e 2021, saindo vencedor nesta última, após derrotar o socialista Andrés Arauz. Implicado em casos de corrupção, ele não concluiu seu mandato e renunciou antes de sofrer impeachment pelo Parlamento.
Na administração pública, Lasso ocupou diversos cargos, foi governador de Guayas entre 1998 e 1999, Ministro de Economia e Energia, em 1999, na gestão do presidente Jamil Mahuad, e Embaixador Itinerante do Equador, em 2003.

## Biografia
Nasceu na cidade de Guayaquil, em 16 de novembro de 1955. Lasso é o último de onze irmãos de uma família de classe alta. Seu pai, Enrique Lasso Alvarado, era um funcionário público oriundo de Quito, e sua mãe, Nora Mendoza, era originária de Portoviejo. Em 1976, conheceu sua futura esposa, María de Lourdes Alcívar Crespo, com quem casou, em 1980, e teve 5 filhos.
Estudou no Colégio San José La Salle e trabalhou para pagar seus estudos. Posteriormente, estudou administração de empresas no Instituto de Desarrollo Empresarial (IDE), em 1993. Em 11 de outubro de 2011, a Universidad de las Américas outorgou-lhe o título de Doutor Honoris Causa.
Aos 23 anos, fundou sua primeira empresa, a Constructora Alfa y Omega, com o irmão Enrique Lasso, em 1978. Trabalhou em diversas empresas de créditos financeiros e, nos anos 1980 foi vice-presidente da filial da Coca-cola, no seu país, além de ter sido representante da fábrica japonesa de caminhões Hino.
Em 1994, foi designado presidente executivo do Banco Guayaquil, cargo que ocupou até 2012, quando decidiu se afastar para se dedicar a outros projetos. É presidente da Fundación Ecuador Libre, um "think tank" sobre políticas públicas que seguem os princípios de liberdade e solidariedade social.

## Campanhas eleitorais

### Eleições presidenciais de 2013
A partir do ano de 2011, Lasso tomou una postura política pública, com aspirações presidenciais para as Eleições Gerais no Equador em 2013, criando o movimento CREO, um movimento de centro-direita fundado por ex-integrantes do movimento UNO (Una Nueva Opción), Izquierda Democrática, Movimiento Concertación e integrantes do setor privado do Equador. Estabeleceu uma coligação "Unidos por el Ecuador" para as eleições presidenciais, conseguindo obter 22,68% dos votos válidos (quase 2 milhões de votos), perdendo ainda no primeiro turno contra o então presidente Rafael Correa.
Apesar da derrota, Lasso continuou na militância política, sempre aparecendo na mídia nacional com comentários de oposição ao governo de Rafael Correa.

### Eleições presidenciais de 2017
Desde 2015, Lasso se posicionava como pré-candidato do seu partido ao organizar um coletivo "Compromiso Ecuador" com consulta popular sobre as novas emendas constitucionais que estavam sendo votadas pelo Poder Legislativo. Nas eleições de 2017, Guillermo Lasso ficou em segundo lugar no primeiro turno e recebeu 28,10% dos votos válidos contra 39,36% do candidato governista Lenín Moreno.
Em fevereiro, Lasso disse ao The Guardian que, caso ganhasse a eleição presidencial, ele "cordialmente pediria" a Julian Assange, o fundador do WikiLeaks, que deixasse a Embaixada do Equador em Londres dentro de 30 dias.
Pelas regras eleitorais do Equador, a eleição segue para o segundo turno se o candidato mais votado não ultrapassar os 40% dos votos válidos, devendo possuir mais de 10% de diferença em relação ao segundo colocado. Sendo assim, após difícil apuração eleitoral, foi declarada a realização de um segundo turno no dia 02 de abril de 2017 entre Moreno e Lasso.
Sua principal plataforma política consiste na defesa da liberdade de imprensa, combate à corrupção, geração de empregos com apoio ao empreendedorismo no país, segurança jurídica após nova reforma constitucional e se declara contra o socialismo promovido por alguns países, com referências a Bolívia.
Não reconheceu o resultado das eleições e falou de fraude. Alexander Vega, presidente do Conselho Nacional Eleitoral da Colômbia e coordenador da Missão Observadora da Unasul, negou as acusações de fraude, afirmando: "fomos 400 observadores da OEA, Unasul, Uniore e AWEB; dizer que houve fraude é dizer que somos cúmplices desta fraude: nenhuma missão eleitoral internacional se prestaria a isso"; afirma também que o sistema eleitoral equatoriano é "um dos mais fiáveis da região".

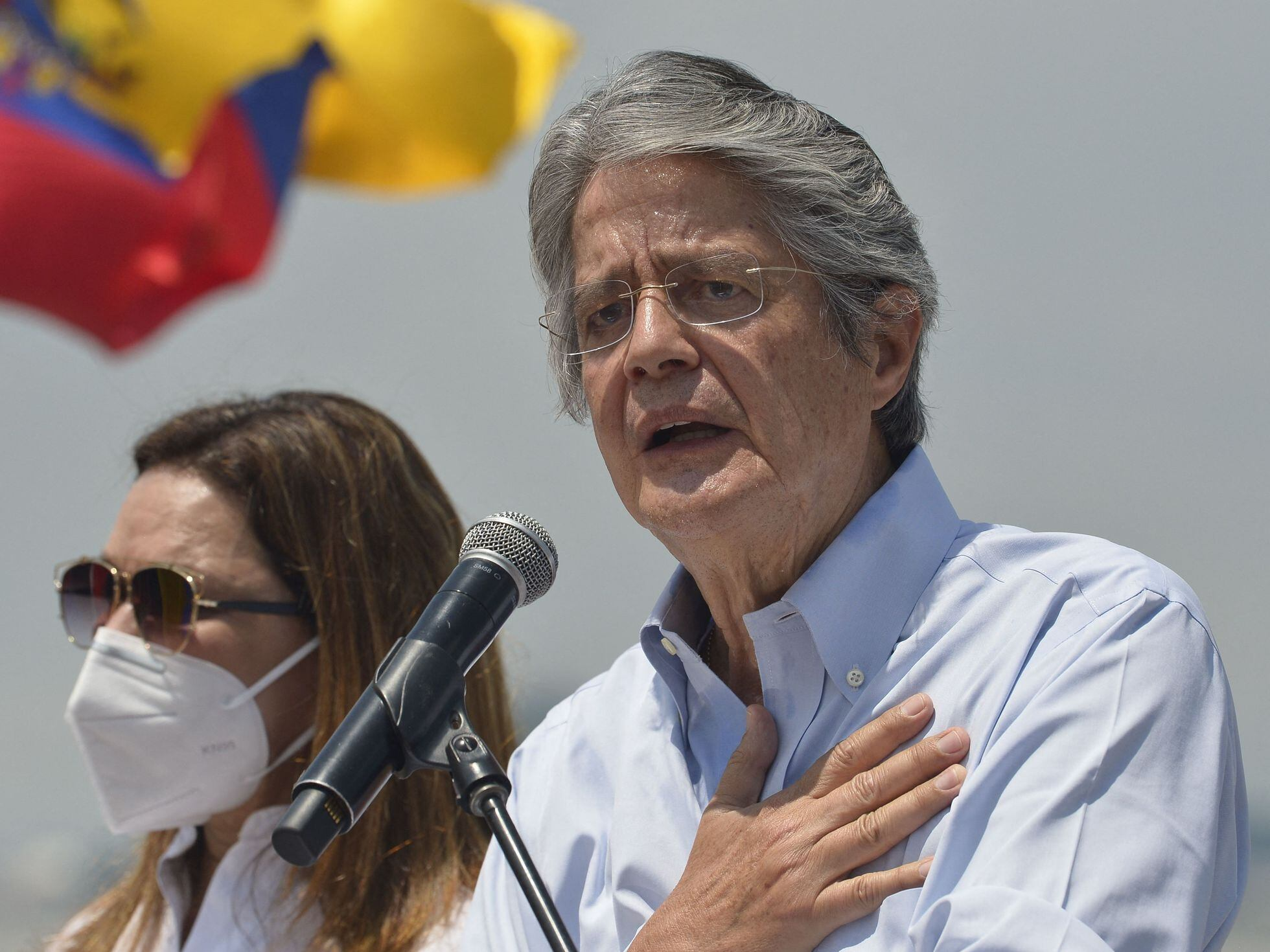
Guillermo Lasso no encerramento de sua campanha para as eleições presidenciais de 2021

### Eleições presidenciais de 2021
Em 2021, Lasso enfrentou novamente um candidato apoiado por Rafael Correa, o economista Andrés Arauz. Dessa vez, venceu o pleito no segundo turno, derrotando o Correísmo nas urnas pela primeira vez em quinze anos.

### Presidência

#### Economia
Quando tomou posse, o Equador enfrentava uma grande crise económica, com o seu PIB a diminuir 8% em 2020, devido em parte à pandemia de Covid-19 e à queda dos preços do petróleo.
A fim de libertar recursos financeiros para o Estado, anunciou na sua inauguração a privatização de três refinarias, algumas auto-estradas, a empresa pública de telecomunicações e o Banco del Pacífico, bem como a isenção fiscal para investimentos no sector do turismo, que foi particularmente afectado pela pandemia, durante trinta anos.
Em Setembro de 2021, anunciou o lançamento da Lei de Criação de Oportunidades (CREO), com o nome do seu partido político, que inclui a reforma fiscal e a flexibilização do código do trabalho. A lei prevê uma redução do IVA sobre vários produtos, a abolição do imposto sucessório para filhos e cônjuges, a abolição do imposto sobre as pequenas empresas, uma maior flexibilidade na contratação e horários de trabalho para novos empregos, e a criação de zonas de comércio livre com incentivos fiscais para atrair o investimento estrangeiro.
A recuperação económica é lenta após a queda do PIB em 2020: + 2,8% em 2021 e + 3,5% em 2022 de acordo com uma projecção, principalmente graças às vendas de petróleo. Esta é uma das actuações mais fracas do continente americano. Ao mesmo tempo, o Equador está sob pressão do Fundo Monetário Internacional (FMI), que está a exigir "reformas estruturais". Para continuar a obter fundos do FMI, o governo optou por reduzir a despesa pública, levando a uma deterioração dos serviços. Apesar da pandemia, o sector hospitalar é alvo de um plano de despedimentos, enquanto os cortes orçamentais conduzem a uma escassez de medicamentos. A pressão sobre o nível de vida dos mais pobres tem aumentado.
Em Junho de 2022, o seu governo comprometeu-se com a Associação dos Prospectores e Desenvolvedores do Canadá a reavivar várias centenas de projectos mineiros que tinham sido suspensos por governos anteriores.

#### Crise de segurança
Guillermo Lasso é rapidamente confrontado com o reforço do crime organizado, alimentado pelo aumento da pobreza. Guaiaquil, a capital económica do Equador, tornou-se um porto de trânsito estratégico para os traficantes. O número de homicídios na cidade aumenta em 60% no ano 2022 em comparação com 2021.
Nas prisões, são registados quase 400 homicídios durante o mesmo período, tornando as prisões do Equador as mais perigosas da América Latina. As autoridades atribuem a violência prisional a rivalidades entre bandos ligados a cartéis de droga da Colômbia e do Peru, os dois principais produtores mundiais de cocaína. "O governo culpa os cartéis internacionais para se absolverem de qualquer responsabilidade", diz o académico Luis Astudillo, que denuncia "a ausência de uma política prisional pública e a falta de recursos atribuídos às prisões". A taxa de homicídios, que era de 5,8 por 100 000 habitantes em 2017, atingirá 25 por 100 000 em 2022.

#### Política internacional
Pró-americano em questões de política internacional, Guillermo Lasso é considerado um aliado privilegiado do governo Biden. Ele promoveu uma lei de associação com os Estados Unidos, aprovada em 2022 pelo Congresso dos EUA, mas percebida por seus detratores como uma atualização da Doutrina Monroe e, finalmente, rejeitada pelo Parlamento equatoriano. Em julho de 2023, ele assinou dois novos acordos de cooperação que permitem que o exército dos EUA intervenha diretamente no território equatoriano.

#### Movimentos de protesto
O seu governo foi desafiado durante vários dias em Outubro de 2021 por manifestações de movimentos indígenas, organizações sociais e sindicatos, em protesto contra a subida em flecha do preço da gasolina. No entanto, Guillermo Lasso continuou determinado a não negociar com os manifestantes: apelou aos seus apoiantes para "defender" a capital contra os "putschists" e declarou o estado de emergência durante 60 dias, destacando o exército para as ruas, oficialmente para combater o tráfico de droga.
A sua popularidade despenca em Novembro, com 67% dos equatorianos a dizer que rejeitam as suas políticas, em comparação com 25% que as apoiam.
A 13 de Junho de 2022, um grande movimento de protesto eclodiu no país. Lançado principalmente pela Confederação de Nacionalidades Indígenas do Equador (CONAIE), foi dirigido contra as políticas de Guillermo Lasso e apresentou como principais exigências a redução dos preços dos combustíveis, a suspensão dos projectos de privatização, uma moratória de um ano sobre o reembolso dos empréstimos bancários aos mais pobres, uma política de controlo dos preços agrícolas e um aumento dos orçamentos da saúde e da educação. O estado de emergência foi declarado em seis províncias, incluindo a capital, com recolher obrigatório das 22h às 5h, enquanto seis pessoas foram mortas e uma centena ficaram feridas. A 24 de Junho, a oposição de esquerda no parlamento apresentou uma moção de impugnação contra a Lasso pela sua má gestão da crise. A 28 de Junho, quando Lasso decidiu suspender o diálogo com os seus opositores, a moção recebeu 80 votos a favor e 48 contra, enquanto que um mínimo de 92 votos era necessário para ter sucesso. A taxa de aprovação do seu governo baixou para 17% em Junho de 2022. Para pôr fim à crise, Guillermo Lasso fez várias concessões. Comprometeu-se a congelar o preço da gasolina, suspender a privatização dos serviços públicos e sectores estratégicos, subsidiar os fertilizantes, e aumentar o "vale de desenvolvimento humano", uma ajuda aos mais pobres, de 50 para 55 dólares. Ao mesmo tempo, tentou criminalizar o movimento indígena. A repressão policial foi severa, causando várias mortes, o presidente do Conaie, Leonidas Iza, foi brevemente detido, e o governo lançou um rumor de que o movimento indígena era financiado pelo 'tráfico de droga'.

#### Caso Encuentro e julgamento político
Desde o inicio de 2023 o governo Lasso sofre diversas acusações de corrupção envolvendo Danilo Carrera Drouet, cunhado do presidente, no chamado Caso Encuentro. Embora não ocupe nenhum cargo oficial no governo, Carrera desempenha um importante papel de assessor do presidente e é uma figura influente no palácio presidencial.
O empresário Rubén Cherres, considerado uma testemunha-chave no caso, foi encontrado morto no início de abril de 2023. Embora não ocupasse nenhum cargo oficial no governo Lasso, vários ex-funcionários afirmaram que Carrera desempenhava um importante papel de consultor do presidente e era uma figura poderosa dentro do palácio presidencial. Em particular, ele acompanhou Lasso em sua viagem a Washington em dezembro de 2022. Em 24 de fevereiro, o Procurador-Geral anunciou a abertura de uma nova investigação sobre a demissão de Lasso de uma investigação policial sobre as ligações de Cherres com uma rede de tráfico de drogas. De acordo com as acusações, Lasso pressionou o comandante da polícia nacional e o chefe da polícia antidrogas para ocultar o relatório da investigação.
Como resultado dessas acusações, Lasso enfrenta audiências de um julgamento político por peculato depois que a Corte Constitucional do Equador aprovou o pedido dos legisladores da oposição.

## Posições políticas
É membro do Opus Dei e opõe-se à legalização do aborto, mesmo em casos de violação ou malformação fetal.
Durante a sua campanha presidencial em 2021, explicou que faria da eliminação total do défice a sua prioridade, propondo a redução das despesas e o aumento das receitas petrolíferas. Defensor do comércio livre, comprometeu-se a abolir o imposto sobre as remessas para o Equador e a assinar acordos comerciais com os EUA, China e Coreia do Sul, entre outros. Também pretende promover o investimento estrangeiro através da redução de impostos, respeitar acordos com o Fundo Monetário Internacional e os mercados financeiros, privatizar o Banco del Pacífico, limitar os subsídios de combustível para os mais pobres, aumentar os impostos de consumo, e criar um milhão de empregos.

## Patrimônio e paraísos fiscais
De acordo com o jornal argentino Página/12, Guillermo Lasso é associado com quarenta e nove companhias situadas em paraísos fiscais. Sua fortuna aumentou de 1 a 31 milhão dólares entre 1999 e 2000, durante sua passagem pelo governo.
Em 2017, o Center for Economic and Policy Research (CEPR), um centro de pesquisa com sede em Washington, questionou a existência de empresas de fachada na Flórida ligadas a Guillermo Lasso que possuíam propriedades em Miami (Flórida) avaliadas em mais de US$ 30 milhões. Em 2021, a agência afirma que “uma revisão dos registros comerciais e imobiliários da Flórida mostra que as participações de empresas de fachada ligadas a Lasso aumentaram desde 2017”. Jornalistas do Miami Herald e do Plan V estabeleceram que uma dessas empresas fantasmas contratou uma empresa de relações públicas com sede em Miami para melhorar a imagem de Guillermo Lasso na mídia dos EUA e do Reino Unido.
O seu nome foi mencionado em Outubro de 2021 nos chamados Pandora Papers.